# Come un vulcano
Come un vulcano è un singolo del cantautore italiano Antonello Venditti, pubblicato il 4 maggio 2012.

## Il brano
Sesta traccia dell'album Unica.